# Рибальченко Олег Ігорович
Оле́г І́горович Риба́льченко (19 травня 1994 — 21 грудня 2022) — український журналіст, громадський діяч та військовик.

## Біографія
Народився 19 травня 1994 року в місті Черкаси. Навчався в школі № 28, а в 2011 році вступив на історичний факультет Київського національного університету ім. Тараса Шевченка. Навчався на кафедрі нової та новітньої історії зарубіжних країн. Закінчив історичний факультет КНУ імені Т. Г, Шевченка. Досліджував питання новітньої історії Греції. Вільно володів грецькою мовою.
Зі студентських років був учасником руху ультрас «Динамо» (Київ).
Активний учасник Революції гідності. З початку російсько-української війни пішов добровольцем на фронт. Влітку-восени 2014 року воював у добровольчому взводі "Синдикат" (у складі добровольчих батальйонів «Айдар» та «ОУН») на Луганщині (м. Щастя) та Донеччині (с. Піски).
Після повернення з фронту займався громадською діяльністю та працював журналістом. Висвітлював резонансні корупційні схеми.
У 2015 році підозрюваний у підпалі кінотеатру «Жовтень»
З першого дня повномасштабного второгнення РФ пішов добровольцем у роту «УВО» (112-та ОБрТрО, згодом 23-й ОБСП при окремій президентській бригаді). Брав участь в обороні Києва. Командував взводом розвідки.
21 грудня 2022 року Олег Рибальченко загинув у бою на Бахмутському напрямку у районі селища Кліщіївка.
Прощання відбулося 30 грудня 2022 року в Михайлівському Золотоверхому соборі.